# Atysa pyrochroides
Atysa pyrochroides es un coleóptero de la familia Chrysomelidae.
Fue descrita científicamente por primera vez en 1878 por Léon Fairmaire.